# Ichenhausen
Ichenhausen é uma cidade da Alemanha, localizado no distrito de Günzburg, no estado de Baviera.